# فارغو (فلم)
فارغو (بالإنجليزية: Fargo) هو فيلم (دراما/جريمة)، ويصنف كذلك من أفلام الكوميديا السوداء. تم إنتاجه وإخراجه العام 1996 من قبل الأخوين كوين.

## القصة
قصة الفيلم وقعت أحداثها العام 1987 ببلدة فارغو والتي تعد المنطقة الأكثر برودة شتاء في الغرب الأوسط الأعلي من الولايات المتحدة الأمريكية. فيبدأ الفيلم بجملة «هذه قصة حقيقية دارت أحداثها في ولاية مينيسوتا العام 1987 م. وبناء علي طلب الناجين واحتراما للموتي فقد تم تغيير الأسماء، بقية أحداث الفيلم هي كما حدثت في الواقع»، لكن الفيلم هو خيالي مئة بالمئة.
صورت المشاهد الافتتاحية والختامية في نورث داكوتا في حين أغلبية المشاهد صورت في مينيسوتا، والقصة حول بائع السيارات جيري لونديغارد (و يلعب الدور وليام إتش ميسي) الذي يستأجر رجلين (ستيف بوسيمي وبيتير ستورمير) لكي يقوموا باختطاف زوجته مقابل فدية قيمتها مليون دولار يدفعها حماه الثري، لكن الخطة التي أحكمها لونديغارد تتعقد وتخلف الجريمة سلسلة من جرائم القتل البشعة، فيما تقوم بدور «الشريف» أو رئيسة الشرطة الحامل مارجي غاندرسن (و لعبت الدور فرانسيس مكدورماند الحائزة علي جائزة الأوسكار عن دورها).
الموسيقى التصويرية للفيلم والتي ألفها كارتر بورويل. بنيت علي المقطوعة الموسيقية الشعبية النرويجية  «الحمل المفقود»، وقد حازت علي إعجاب الكثيرين.
في الدورة 69 من حفل جوائز الأكاديمية (الأوسكار)، فاز فيلم فارجو بجائزتي أوسكار لأفضل سيناريو ولأفضل ممثلة في دور رئيسي ونالتها فرانسيس ماكدورماند عن دورها في الفيلم.
الفيلم حاز علي جائزة في مهرجان جوائز البافتا البريطانية، وعدة جوائز في مهرجانات دولية أخرى منها جائزة أفضل مخرج لجويل كوين في مهرجان كان السينمائي العام 1996.
الفيلم حاز علي إعجاب المشاهدين داخل الولايات المتحدة وكندا وحول العالم، فيما اعتبره نقاد ومنهم روجر إيبرت رابع أفضل فيلم في عقد التسعينيات وأفضل فيلم في 1996. والذي أضاف قائلا «إنه أحد أفضل الأفلام التي شاهدتها في حياتي».

## طاقم التمثيل
- فرانسيس مكدورماند
- ويليام ميسي
- ستيف بوشيمي
- بيتر ستورمار